# Homecoming (альбом Nazareth)
Homecoming — официальный концертный альбом британской рок-группы Nazareth, вышедший в 2002 году в форматах CD и DVD.

## Об альбоме
Homecoming был записан в 2001 году, в Глазго, Шотландия. Также был выпущен DVD-диск с названием Homecoming — Greatest Hits Live in Glasgow, содержащий видеозапись этого концерта.

## Список композиций
Слова и музыка всех песен — Мэнни Чарлтон, Дэн Маккаферти, Пит Эгнью, Дэрел Свит, кроме отмеченных.
| №   | Название                                        | Автор(ы)                                                        | Длительность |
| --- | ----------------------------------------------- | --------------------------------------------------------------- | ------------ |
| 1.  | «When the Lights Come Down»                     | Билли Рэнкин, Дэн Маккаферти, Пит Эгнью, Дэрел Свит, Ронни Лихи | 3:12         |
| 2.  | «Razmanaz»                                      |                                                                 | 4:45         |
| 3.  | «Miss Misery» (включая «Please Don’t Judas Me») |                                                                 | 7:05         |
| 4.  | «Holiday»                                       |                                                                 | 3:34         |
| 5.  | «Dream On»                                      |                                                                 | 4:09         |
| 6.  | «Simple Solution»                               | Зэл Клеминсон                                                   | 4:26         |
| 7.  | «My White Bicycle»                              | Кен Бёрджесс, Кит Хопкинс                                       | 3:16         |
| 8.  | «Walk by Yourself»                              |                                                                 | 4:37         |
| 9.  | «Bad Bad Boy»                                   |                                                                 | 3:56         |
| 10. | «Heart’s Grown Cold»                            | Зэл Клеминсон                                                   | 5:09         |
| 11. | «Broken Down Angel»                             |                                                                 | 4:40         |
| 12. | «Whiskey Drinkin’ Woman»                        |                                                                 | 4:41         |
| 13. | «Hair of the Dog»                               |                                                                 | 6:17         |
| 14. | «This Flight Tonight»                           | Джони Митчелл                                                   | 3:38         |
| 15. | «Beggars Day»                                   | Нилс Лофгрен                                                    | 3:51         |
| 16. | «Love Hurts»                                    | Будло и Фелис Брайант                                           | 4:37         |

## Участники записи
Nazareth:
- Дэн Маккафферти — ведущий вокал
- Джимми Мюрисон — гитара
- Ронни Лихи[англ.] — клавишные
- Пит Эгнью — бас-гитара, бэк-вокал
- Ли Эгнью — ударные

Технический персонал:
- Саша Янкович — звукорежиссёр